# Project Zero
Project Zero, in Giappone Zero (零〜zero〜?) e in Nord America Fatal Frame, è un videogioco d'avventura dinamica horror del 2001, distribuito per PlayStation 2 e in seguito per Xbox. È stato pubblicato da Tecmo e in Europa da Wanadoo. Rappresenta il primo capitolo della saga di Project Zero.

## Trama
In un'oscura notte di settembre del 1986, una giovane studentessa, Miku, entra nel Palazzo Himuro per trovare il fratello disperso, Mafuyu. Il fratello vi era entrato alla ricerca di notizie del suo amico e mentore Junsei Takamine, un misterioso scrittore di romanzi horror scomparso a sua volta assieme al suo editore Koji Ogata e alla sua assistente Tomoe Hirasaka (una studiosa del paranormale). Takamine si era recato nel Palazzo Himuro alla ricerca di elementi d'ispirazione per il suo nuovo libro, che era intenzionato di basare sul folklore e sulle leggende giapponesi più misteriose e oscure. Armata solo di una torcia, Miku entra nel palazzo tristemente famoso per alcuni orrendi rituali che l'avevano visto protagonista in passato, a causa dei quali si era guadagnato l'appellativo di luogo maledetto. Miku troverà al suo interno una vecchia macchina fotografica, la "camera obscura", che Mafuyu aveva portato con sé e che si racconta sia stata tramandata a loro dalla madre. La macchina fotografica possiede la capacità di catturare ed esorcizzare i fantasmi quando viene loro scattata una foto.
Miku esplorando più in profondità il palazzo, scopre finalmente i segreti oscuri dietro il palazzo enorme e sullo spirito maligno di Kirie, che aveva rapito Mafuyu a causa della sua forte somiglianza con il suo ex amante, un giovane che ha visitato il palazzo. Anche se Miku riesce a salvare Mafuyu alla fine del gioco, Mafuyu le dice che deve stare al fianco di Kirie in modo che lei non rimarrà di nuovo sola e quindi Mafuyu scompare insieme a Kirie. Dopo che fugge dal palazzo, Miku vede gli spiriti intrappolati del palazzo che fluttuano nella notte. C'è un finale aggiuntivo dove Miku fugge con suo fratello e lasciano Kirie nella caverna (anche se in base agli eventi di Project zero III, questo finale non è considerato canonico). Miku spiega che dopo quel giorno ha smesso di vedere le cose che le persone normali non possono vedere.

## Modalità di gioco
La modalità di gioco consiste in un rilevatore di fantasmi che si illumina di arancione in caso di attacco da un fantasma vendicativo o che si illumina di blu in caso di fantasmi "indizi". Per combattere i fantasmi vendicativi bisogna estrarre la fotocamera e inquadrare il fantasma. In base a quanto tempo si riesce a inseguire e inquadrare la fotocamera si caricano dei simboli: più ce ne sono più un attacco è potente. La fotocamera si può potenziare con diverse pellicole (ad esempio 14-37-74-90) o con i punti guadagnati infliggendo danni ai fantasmi. Si possono potenziare velocità di scatto, raggio d'azione, valore massimo, altrimenti con i punti si acquistano poteri come "impatto". Al completamento del gioco si ottengono musiche, costumi segreti e una modalità nella quale bisogna sconfiggere un fantasma con un numero limitato di pellicole disponibili. Il gioco inoltre possiede una modalità "incubo", il cui completamento dà accesso ad un finale alternativo.

## Personaggi
Miku Hinasaki
Sorella di Mafuyu e protagonista del primo capitolo di Project Zero. Insospettita dalla misteriosa scomparsa del fratello, decide di recarsi nell'ultimo luogo visitato da Mafuyu (il Palazzo Himuro) per capire cosa possa essergli successo. Come sostiene lei stessa, lei e suo fratello vedono cose che gli altri non riescono a vedere. La piccola, timida e dolce Miku si ritrova così dentro un incubo vivente, nella disperata ricerca del fratello, l'unico membro della sua famiglia rimasto in vita.
Mafuyu Hinasaki
Fratello di Miku, scomparso nel Palazzo Himuro mentre era alla ricerca di un noto scrittore. Come la sorella, riesce a vedere cose che sfuggono agli occhi altrui.
Yae Kurosawa
Moglie di Ryozo, madre di Mikoto (amica d'infanzia di Kairi) e nonna di Miku. È una delle prime che riuscì a catturare i fantasmi nella camera obscura, ma tutti questi spiriti la portarono alla pazzia e al suicidio. Yae aveva circa 45 anni.
Kirie
Il nemico del gioco, divisa tra l'amore e il dovere. L'ancella che doveva sigillare col suo corpo il cancello delle anime dannate. Ma a causa dell'amore che nutriva per un uomo il rituale è fallito e tutti i fantasmi e le anime nere sono riuscite a varcare il cancello e ad infestare la villa. Era interessata a Mafuyu perché assomigliava ad un ragazzo che le piaceva tempo addietro.
Kirie bambina
Quando fallì il rituale, Kirie si scisse in due parti.
È la parte buona di Kirie e rappresenta l'innocenza e il dovore di ancella.
Aiuterà più di una volta Miku nella sua ricerca per ritrovare il fratello e in certi altri casi la trae in salvo dal suo alterego divenuto uno spirito maligno e di vendetta per avere assistito al suo assassinio.

## Giochi simili
Sulla scia del successo della saga è stato realizzato DreadOut, un progetto indie della indonesiana Digital Happiness, che richiama nello stile e nelle meccaniche il survival horror Tecmo.